# 楊中義
楊中義（1900年10月31日—1977年6月2日），印度尼西亞（印尼）華裔電影導演和監製，於荷屬東印度時期開始活躍於影壇。他青年時曾在荷里活修讀電影，但在1940年才加入影壇，並在《虛假天堂》（Sorga Palsoe）一片中擔任編劇。他曾參與36部電影的製作，並執導其中23部。

## 生平
1900年10月31日，楊中義出生於荷屬東印度三寶瓏府三寶瓏的華人家庭。他在荷屬東印度接受初中教育，其後在1920年代與鄭丁春（The Teng Chun）和尼爾森·王（Nelson Wong）一同赴美國洛杉磯修讀電影。楊中義投身影壇後亦曾與尼爾森·王合作。
楊中義在1940年加入影壇，在《虛假天堂》一片中擔任編劇。同年，他與SI·林（SI Liem）在巴達維亞（今耶加達）成立大華影業（Majestic Film）。大華影業的首部作品《愛人》（Djantoeng Hati）由楊眾生（Njoo Cheong Seng）執導，並由SI·林和楊中義監製。大華影業的第二部作品《母親的眼淚》（Air Mata Iboe）同樣由楊中義監製，楊眾生執導，並由楊眾生的妻子菲菲·楊（Fifi Young）主演，為一部講述一名年輕男人對拒絕讓母親居住的兄長展開复仇的悲劇。
1942年，日本佔領荷屬東印度，所有電影製作公司關閉，只剩餘一家仍繼續運作。楊中義在此時轉投戲劇界，並成立泗水之星劇團（Bintang Soerabaja）。楊中義在1949年印尼獨立後重返影壇，並協助成立泗水之星影業及執導其首部作品《同生共死》（Sehidup Semati）。同年，他亦執導了《一條手帕》（Saputangan）一片。
楊中義在1950年代以導演、編劇和監製的身份持續活躍於印尼影壇。1960年代，由於印尼排華運動加劇，他開始改用類近印尼語的筆名烏托莫（Utomo）從事編劇工作。楊中義1960年代中期開始開始減少製作電影，但曾在1970年代短暫復出，最終在1977年6月2日在東爪哇省瑪琅逝世。

## 作品
楊中義曾參與36部電影的製作，並執導其中23部。

| - 《虛假天堂》（1940年）—編劇 - 《愛人》（1941年）—監製 - 《母親的眼淚》（1941年）—監製 - 《同生共死》（1949年）—導演及編劇 - 《一條手帕》（1949年）—導演及編劇 - 《梭羅河》（Bengawan Solo，1949年）—編劇 - 《母親的悲嘆》（Ratapan Ibu，1950年）—導演 - 《泗水之星1951》（Bintang Surabaja 1951，1950年）—編劇 - 《紅橋》（Djembatan Merah，1950年）—導演 - 《達馬爾武蘭》（Damarwulan，1950年）—導演及監製 - 《甜蜜芳香》（Harumanis，1950年）—導演及編劇 - 《笑與淚之間》（Antara Tertawa dan Airmata，1951年）—導演 - 《梭羅河畔》（Ditepi Bengawan Solo，1951年）—導演 - 《钱德拉女神》（Chandra Dewi，1952年）—導演及編劇 - 《神和女神》（Dewa Dewi，1952年）—監製 - 《翡翠神和女神》（Kumala Dewa Dewi，1952年）—監製 - 《金洞》（Sangkar Emas，1952年）—監製 - 《最後天堂》（Sorga Terakhir，1952年)—監製及編劇 | - 《梭羅的女兒》（Putri Solo，1953年)—導演 - 《羅西塔》（Rosita，1953年)—監製 - 《丝质手套》（Saputangan Sutra，1953年)—導演及監製 - 《黑面具的狼》（Srigala Topeng Hitam，1953年)—監製 - 《搖擺耶加達》（Lenggang Djakarta，1953年）—監製 - 《霹雳》（Halilintar，1954年）—導演、監製及編劇 - 《孤獨》（Sebatang Kara，1954年）—導演 - 《貢圖爾》（Guntur，1955年）—監製 - 《瘋狂屋》（Rumah Gila，1955年）—導演、監製及編劇 - 《诚如我心》（Setulus Hatiku，1955年）—導演及監製 - 《梭羅的女兒續集》（Putri Solo Kembali，1956年）—導演及監製 - 《新加坡橡膠王》（Radja Karet dari Singapura，1956年）—導演 - 《母親的眼淚》（Air Mata Ibu，1957年）—導演及監製 - 《雲彩的後面》（Dibalik Awan，1963年）—導演、監製及編劇 - 《梭羅河》（Bengawan Solo，1971年）—編劇 - 《我想生活》（Aku Mau Hidup，1974年）—監製及編劇 - 《梭羅的女兒》（Putri Solo，1974年）—導演、監製及編劇 - 《花江的玫瑰》（Bunga Roos dari Cikembang，1975年）—導演、監製及編劇 |

## 腳註
1. 1 2 3  Sun 2006，第122頁.
2. 1 2 3 4  Filmindonesia.or.id, Fred Young.
3. ↑  Biran 2009，第188頁.
4. ↑  Filmindonesia.or.id, The Teng Chun.
5. ↑  Biran 2009，第240頁.
6. ↑  Filmindonesia.or.id, Djantoeng Hati.
7. ↑  Biran 2009，第239–241頁.
8. ↑  Filmindonesia.or.id, Air Mata Iboe.
9. ↑  Biran 2009，第319, 332頁.
10. 1 2  Filmindonesia.or.id, Filmography.